# Straßenbahn Gaziantep
Die Straßenbahn Gaziantep ist das am 1. März 2011 eröffnete Straßenbahnsystem der türkischen Stadt Gaziantep.

## Geschichte
Nach dem Beschluss im Jahr 2006 und dem Baubeginn im September 2008 ging am 1. März 2011 eine 9,5 km lange Strecke zwischen dem Bahnhof (Endhaltestelle Gaziantep Gar) und der Universität im Südwesten (Endhaltestelle Burç Kavşağı) in Betrieb. Die Haltestelle Gaziantep Gar lag damals etwas näher am Bahnhof als heute. Im Juni 2011 begann der Bau eines 5,5 km langen Streckenastes nach Akkent im Süden der Stadt, der an der Haltestelle Gaziantep Üniversitesi, kurz vor Burç Kavşağı, abzweigt. Der somit tangential verlaufende Abschnitt ging am 17. September 2012 in Betrieb. Der Baubeginn eines weiteren, ebenfalls 5,5 km langen Streckenastes erfolgte 2013. Dieser schließt ungefähr mittig zwischen Bahnhof und Universität, zwischen den Haltestellen Harikalar Diyarı und Kadı Değirmeni, an das damalige Bestandsnetz an und führt von dort aus in Richtung Norden nach Adliye. Die Eröffnung folgte am 22. März 2014. 2016 wurde schließlich der Streckenast Akkent um weitere 1,5 km bis zur heutigen Endhaltestelle Ibn-i Sina verlängert und nach dem entsprechenden Ausbau der Haltestellen begann der Einsatz von Doppeltraktionen zwischen Gaziantep Gar und Ibn-i Sina. Damit erreichte das vollständig zweigleisige Streckennetz eine Länge von 22 km. Der Betreiber gibt 2024 an, die täglichen Fahrgastzahlen von 14 000 bei 134 Fahrten auf 90 000 bei 528 Fahrten gesteigert zu haben, ohne jedoch konkrete Zeitpunkte zu nennen, auf die diese Angaben bezogen sind.

## Linien
| Linie | Verlauf                                                                                          | Takte in min (ca. 7–20 Uhr) | Takte in min (ca. 7–20 Uhr) | Takte in min (ca. 7–20 Uhr) |
| Linie | Verlauf                                                                                          | Mo.–Fr.                     | Sa.                         | So.                         |
| ----- | ------------------------------------------------------------------------------------------------ | --------------------------- | --------------------------- | --------------------------- |
| T1    | Gaziantep Gar – Harikalar Diyarı – Kadı Değirmeni – Gaziantep Üniversitesi – Akkent – Ibn-i Sina | 7, 8, 10                    | 10, 12                      | 10, 12                      |
| T2    | Gaziantep Gar – Harikalar Diyarı – Sanko Okulları – Adliye                                       | 16                          | 16                          | 17, 22                      |
| T3    | Adliye – Sanko Okulları – Kadı Değirmeni – Gaziantep Üniversitesi – Burç Kavşağı                 | 9–16                        | 12–16                       | 17, 22                      |

## Fahrzeuge
Es sind Fahrzeuge zweier Typen vorhanden, die von der Straßenbahn Frankfurt am Main und der Straßenbahn Rouen übernommen wurden.

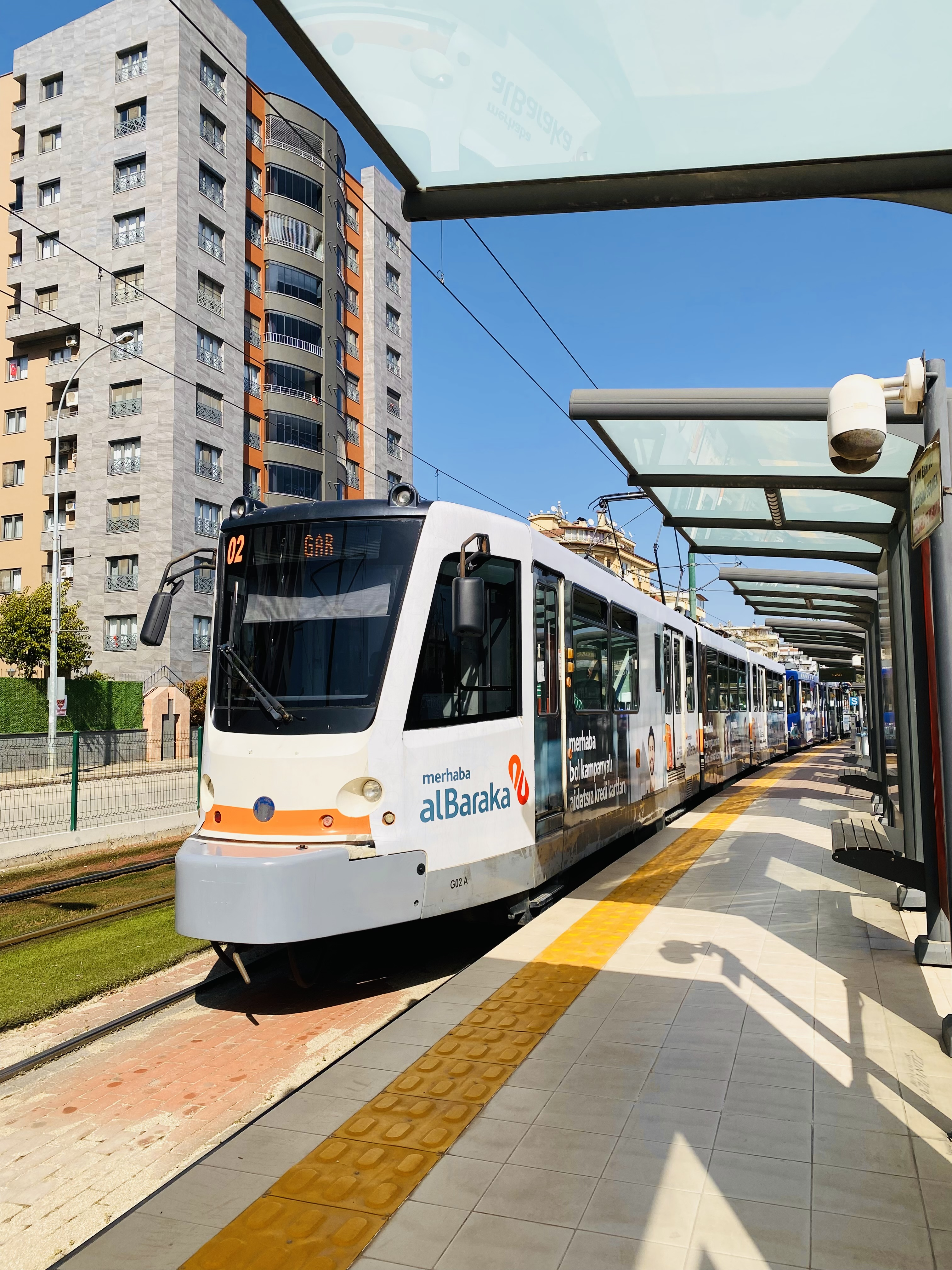
Fahrzeug des Typs Pt

Aus Frankfurt kamen in den Jahren 2009, 2012 und 2013 dreiteilige Hochflurwagen des Herstellers Duewag, die dort die Typenbezeichnung Pt trugen. Um auch im Frankfurter Stadtbahnnetz an Hochbahnsteigen eingesetzt werden zu können, hatten sie Klapptrittstufen erhalten, die in Gaziantep nicht benötigt werden, aber weiterhin vorhanden sind. Die 25 zum Einsatzbestand zählenden Fahrzeuge wurden modernisiert und erhielten eine deutlich abweichende Frontform. Darüber hinaus gibt es zwei weitere Wagen, die abgestellt sind. (Stand April 2024)
Aus Rouen kamen in den Jahren 2012 bis 2014 sowie 2016 dreiteilige Niederflurwagen des Typs TFS2 von Alstom hinzu. 23 Stück zählen zum Einsatzbestand, fünf weitere sind abgestellt vorhanden. (Stand April 2024)